# Ідіопатичний фіброзуючий альвеоліт

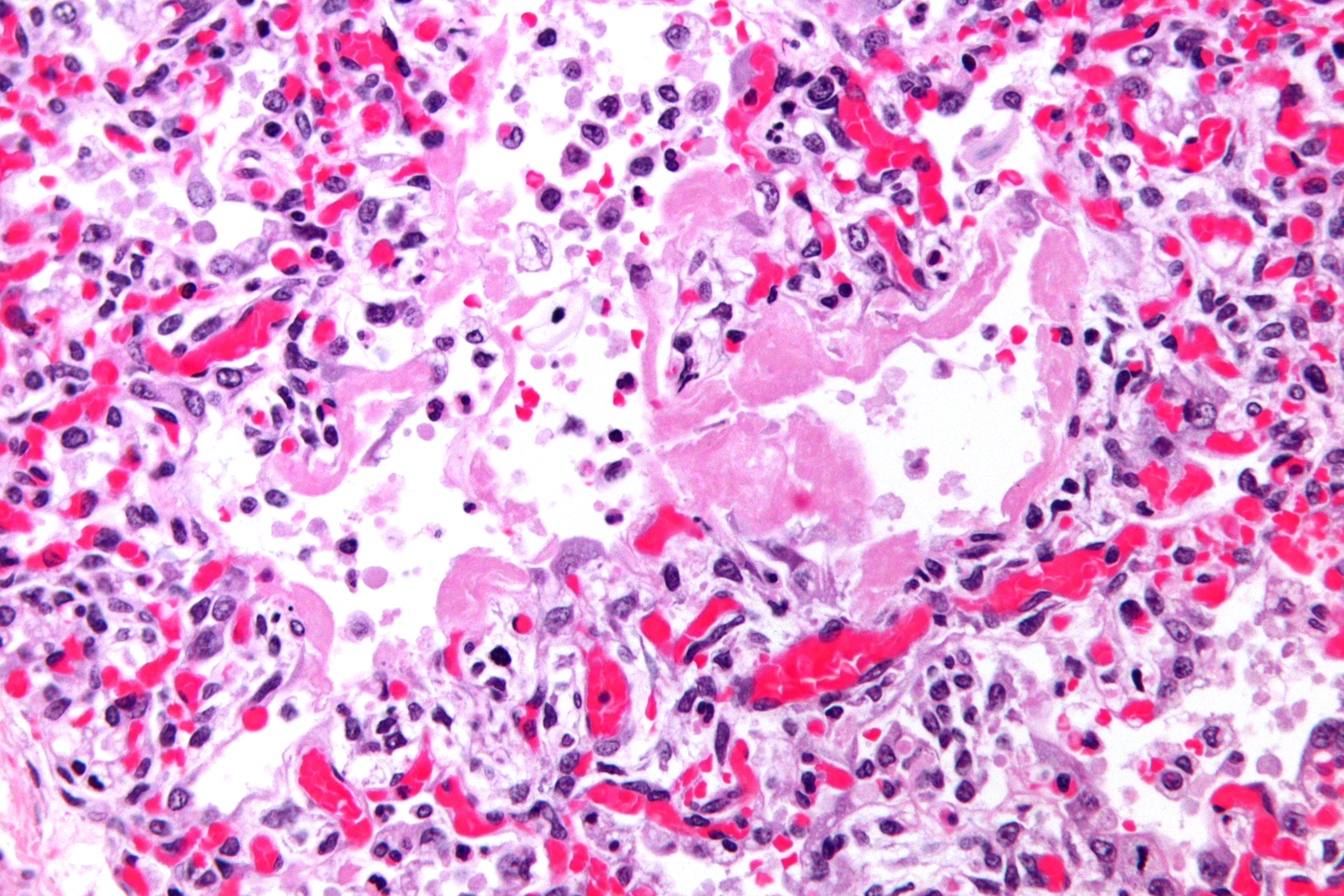
Мікрографія гіалінових мембран при дифузному ураженні альвеол, яке гістологічно відповідає ідіопатичному фіброзуючому альвеоліту. Фарбування гематоксиліном-еозином.

Ідіопатичний фіброзуючий альвеоліт (синдром Хаммена-Річа, ідіопатична інтерстиційна пневмонія (пневмоніт), фіброзна дисплазія легень, синдром Скеддінга, склерозуючий альвеоліт, ідіопатичний легеневий фіброз) — специфічне прогресуюче захворювання легень невідомої етіології, яке характеризується розвитком неінфекційного запального процесу в стінці альвеол та оточуючої їх сполучної тканини, та супроводжується розвитком наростаючої дихальної недостатності та легеневого серця внаслідок прогресуючого пневмофіброзу.

## Історія
Уперше гостру форму захворювання описали Хаммен і Річ, спочатку в 1935 році, а пізніше у 1944 році, у 4 хворих, які загинули протягом 1—6 місяців унаслідок швидко прогресуючої дихальної недостатності. Першовідкривачі схарактеризували захворювання як гострий дифузний інтерстиційний фіброз легень. Увагу дослідників до себе ідіопатичний фіброзуючий альвеоліт знову привернув у 60-х роках ХХ століття, коли у медичній літературі почали з'являтися огляди про спостереження за великими групами хворих із аналогічними симптомами захворювання. У 1964 році Скеддінг уперше запропонував термін «фіброзивний альвеоліт», який відбиває основні ознаки захворювання — запалення та фіброз, а термін «альвеоліт» вказує точне місце ураження при цьому захворюванні, і який здобув визнання у більшості країн світу.

## Епідеміологія
Поширеність ідіопатичного фіброзуючого альвеоліту є найвищою серед ідіопатичних інтерстиційних захворювань легень, та становить, за оцінками дослідників, у середньому 80 % усіх інтерстиційних захворювань легень (за різними оцінками від 70 до 90 %). За даними Американського торакального товариства, поширеність захворювання складає 20,2 випадків на 100 тисяч осіб серед чоловіків і 13,2 — серед жінок. У Великій Британії захворюваність на ідіопатичний фіброзуючий альвеоліт складає 4,6 на 100 тисяч населення. Значно зросла захворюваність у Норвегії, яка згідно останніх опублікованих даних, за 7 років збільшилась від 19,7 до 23,9 на 100 тисяч населення. Захворюваність ідіопатичним фіброзуючим альвеолітом складає в середньому 11,3 випадків на рік на 100 тисяч населення серед чоловіків і 7,1 — серед жінок. Поширеність та захворюваність на ідіопатичний фіброзуючий альвеоліт зростають із віком. У дітей захворювання зустрічається рідко, хоча описані й сімейні випадки хвороби (за різними оцінками, від 1 до 25 % випадків захворювання). Особливо розповсюдженими сімейні випадки захворювання є у Фінляндії. За світовими оцінками, у віковій групі, від 18 до 34 років захворюваність ідіопатичним фіброзуючим альвеолітом складає 0,4; та поширеність 0,8 на 100 тисяч населення. У осіб у віці від 75 років і старших захворюваність на ідіопатичний фіброзуючий альвеоліт складає 27,1 на 100 тис.; а поширеність 64,7 на 100 тисяч населення. Серед хворих на ідіопатичний фіброзуючий альвеоліт переважають жінки (у співвідношенні 3:1). Точних даних про поширеність ідіопатичного фіброзуючого альвеоліту в Україні немає.

## Етіологія і патогенез
Етіологічні чинники розвитку ідіопатичного фіброзуючого альвеоліту невідомі. Першовідкривачі захворювання Хаммен і Річ вважали етіологію ідіопатичного фіброзуючого альвеоліту вірусною, проте збудник захворювання так і не був визначений. Проте інфекційна етіологія ідіопатичного фіброзуючого альвеоліту повністю не відкинута, а антитіла до вірусів, зокрема вірусу Епштейна — Барр, вірусів грипу, вірусу гепатиту C, аденовірусів, можуть служити стимулом розвитку хронічного запального процесу в альвеолах, та активувати синтез колагену І типу; а на пізніх стадіях захворювання реплікація вірусів може спричинити прогресування хвороби. Велике значення у розвитку ідіопатичного фіброзуючого альвеоліту відводиться імунологічним факторам. Зокрема, виявлено зв'язок між носійством антигену гістосумісності HLA DR 3/52a (головного комплексу гістосумісності 2 класу) із високим ризиком розвитку легевого фіброзу. У хворих ідіопатичним фіброзуючим альвеолітом у крові часто підвищений рівень циркулюючих імунних комплексів, ревматоїдного та антинуклеарного фактору. Схожість рентгенологічної картини ідіопатичного фіброзуючого альвеоліту та уражень легень при системних захворюваннях сполучної тканини дає підстави частині дослідників розглядати ідіопатичний фіброзуючий альвеоліт як ізольовану легеневу форму системної склеродермії. Серед етіологічних чинників захворювання розглядається також паління та гастроезофагеальний рефлюкс. При дослідженнях, проведених у Японії, показано, що найчастіше ідіопатичний фіброзуючий альвеоліт розвивався у осіб, які мали професійний контакт із латунню, свинцем, сталлю, деревним пилом; часто захворювання спостерігалось у малярів, перукарів, працівників пралень та косметичних салонів; у Англії та Уельсі захворювання частіше спостерігається у районах із розвинутою промисловістю.
Патогенез ідіопатичного фіброзуючого альвеоліту натепер описується наступною схемою: спочатку ймовірний етіологічний фактор, досі не встановлений, пошкоджує структурний прошарок, який розділяє порожнину альвеоли та просвіт капіляру. Унаслідок цього розвивається інтерстиційний та внутрішньоальвеолярний набряк, що запускає механізм репаративних процесів у пошкоджених тканинах. Це призводить до проникнення до інтерстиційної тканини та стінок альвеол клітинних елементів крові — лімфоцитів, моноцитів, плазматичних клітин, еозинофілів; а також проникнення епітеліально-клітинних медіаторів запалення і факторів зсідання крові. Усе це призводить до дезорганізації структурної основи альвеол, зміни кількісного та якісного складу сурфактанту, наслідком чого є колабування альвеол та порушення аерогематичного бар'єру; а ураження ендотеліальних клітин призводить до порушення захисної функції альвеол, порушення метаболізму та трофіки легеневої тканини, а також до порушення динамічної рівноваги брадикініну—ангіотензину. Продовження репаративних процесів у пошкоджених ділянках призводить до надмірного синтезу колагену, що сприяє формування фіброзу легеневої тканини. Надмірне руйнування нейтрофілів, які інфільтрують легеневу тканину у хворих на ідіопатичний фіброзуючий альвеоліт, спричинює надмірну активацію протеолітичних ферментів, що призводить до запуску синтезу патологічного колагену. Активують синтез колагену альвеолярними макрофагами також лімфокіни, які виробляються лімфоцитами, які своєю чергою також сприяють проліферації фібробластів. У подальшому при розвитку симптомів ідіопатичного фіброзуючого альвеоліту від альвеолярного та інтерстиційного набряку через стадію альвеоліту до інтерстиційного фіброзу формується так звана «стільникова легеня», яка й вважається кінцевим підсумком та основним патологоанатомічним субстратом цього захворювання.

## Класифікація
Ідіопатичний фіброзуючий альвеоліт класифікується за перебігом та морфологічними змінами при цьому захворюванні.
За перебігом ідіопатичний фіброзуючий альвеоліт поділяється на гостру, підгостру та хронічну форми захворювання. Гостра форма захворювання переважно асоціюється із безпосередньо синдромом Хаммена-Річа (гострою інтерстиційною пневмонією). Також із гострою формою перебігу захворювання асоціюється так звана десквамативна форма згідно патоморфологічної класифікації. Із хронічною формою захворювання асоціюється так звана муральна форма згідно патоморфологічної класифікації, а проміжна між муральною та десквамативною формами захворювання асоціюється із підгострим перебігом ідіопатичного фіброзуючого альвеоліту.
За морфологічними змінами ідіопатичний фіброзуючий альволіт поділяється наступним чином:
- Банальна інтерстиційна пневмонія (пневмоніт).
- Альвеоломакрофагальна (десквамативна) пневмонія (пневмоніт).
- Гостра інтерстиційна пневмонія (пневмоніт).
- Неспецифічна (варіантна) інтерстиційна пневмонія (пневмоніт).
- Бронхіоліт у поєднанні з інтерстиційною хворобою легень.
- Криптогенна (ідіопатична) організуюча пневмонія (пневмоніт), або криптогенна организуюча пневмонія з облітеруючим бронхіолітом.
- Лімфоїдна інтерстиційна пневмонія (пневмоніт).

Проте дана класифікація не позбавлена певних недоліків, оскільки в ній змішуються як клінічні поняття (інтерстиційна пневмонія), так і морфологічні властивості (зокрема, альвеоломакрофагальна пневмонія).

## Клінічна симптоматика
Клінічні прояви ідіопатичного фіброзуючого альвеоліту не мають характерних патогномонічних ознак, що суттєво погіршує ранню діагностику захворювання.
У трохи більш ніж третини хворих (37 %), переважно в молодому віці, початок захворювання гострий. При гострому початку захворювання спостерігається підвищення температури тіла до 38—40 °C, загальна слабкість, кашель, частіше сухий, іноді з виділенням незначної кількості мокроти. Основним симтомом захворювання є швидко прогресуюча задишка, ступінь вираженості якої залежить від важкості захворювання. Задишка часто супроводжується тахікардією (90—130 уд/хв), іншою характерною ознакою хвороби є неможливість зробити глибокий вдих. Гострий перебіг захворювання найчастіше триває 7—14 діб, із неухильним прогресуванням дихальної недостатності, та швидким летальним наслідком.
У трохи менше ніж у 2/3 хворих (63 %) початок захворювання поступовий. У випадку поступового розвитку захворювання спостерігаються загальна слабкість, частіше сухий, іноді вологий кашель, прогресуюча задишка, тахікардія, затруднення при вдиханні повітря, схуднення. При огляді хворих приблизно в половині випадків спостерігаються зміни нігтьових фаланг пальців рук по типу «барабанних паличок» та «годинникових скелець». При аускультації характерною є звучна крепітація по типу «тріску целофану». Ішим аускультативним феноменом є так зване попискування, що нагадує шум тертя пробки. Оскільки цей звук спостерігається лише у хворих із вираженим пневмофіброзом, вважається, що він характерний при виражених плевропневмосклеротичних змін. Характерним для ідіопатичного фіброзуючого альвеоліту є формування хронічного легеневого серця. Рідше ідіопатичний фіброзуючий альвеоліт ускладнюється ексудативним плевритом, спонтанним пневмотораксом, кровохарканням, тромбоемболією легеневої артерії, а також раком легень.

## Діагностика
У діагностиці ідіопатичного фіброзуючого альвеоліту застосовуються як лабораторні, так і рентгенологічні та інструментальні методи обстеження.
Зміни в лабораторних аналізах при ідіопатичному фіброзуючому альвеоліті є неспецифічними. Найчастіше спостерігається підвищення ШОЕ, гіпергаммаглобулінемія, підвищення рівня імуноглобулінів G та імуноглобулінів А, підвищений рівень циркулюючих імунних комплексів, ревматоїдного та антинуклеарного фактору, підвищення рівня активності в крові лактатдегідрогенази. При гострому перебігу захворювання у загальному аналізі крові спостерігається нейтрофільний лейкоцитоз. При дослідженні промивних вод бронхів при ідіопатичному фіброзуючому альвеоліті спостерігається підвищення рівня нейтрофілів та еозинофілів.
Основним методом діагностики ідіопатичного фіброзуючого альвеоліту є рентгенологічний. Проте при стандартній рентгенографії грудної клітки зміни при цьому захворюванні є переважно неспецифічними, та включають посилення та деформацію судинного малюнку легень, деформацію коренів легень, своєрідну «обрубаність» легеневих судин, зменшення в об'ємі нижніх долей легень, потовщення міждольової плеври, утворення кіст у нижніх долях легень, і лише в пізніх стадіях спостерігається формування так званої «стільникової легені». Більш точнішою є діагностика ідіопатичного фіброзуючого альвеоліту за допомогою прицільної комп'ютерної томографії легень, яка тривалий час рахувалась «золотим стандартом» діагностики цього захворювання. На комп'ютерній томографії при ідіопатичному фіброзуючому альвеоліті спостерігаються нерегулярні лінійні тіні, зниження прозорості легеневих полів по типу «матового скла» та кістозні просвітлення, тракційні бронхоектази, грубі вогнищеві субплевральні нашарування, перибронхіальний фіброз, пізніше зменшення в об'ємі нижніх долей легень та формування картини «стільникової легені».
При дослідженні функції зовнішнього дихання у хворих на ідіопатичний фіброзуючий альвеоліт спостерігається рестриктивний тип порушення дихальної функції. У хворих спостерігається швидке зниження об'єму життєвої ємності легень при збереженому індексі Тіффно та показниках прохідності бронхіального дерева.
Ендоскопічна картина при бронхоскопії у хворих на ідіопатичний фіброзуючий альвеоліт переважно малоінформативна, і в 20 % випадків у таких хворих не спостерігається патологічних змін при цьому обстеженні, проте при проведенні бронхоскопії можливим є також проведення біопсії легень. Проте точнішим методом є торакоскопічна біопсія легені із крайовою резекцією, яка натепер вважається «золотим стандартом» діагностики цього захворювання, проте її застосування обмежене у зв'язку із високим ризиком післяопераційних, у тому числі летальних ускладнень, та її дороговартісністю.
Серед інших методів діагностики ідіопатичного фіброзуючого альвеоліту перспективними вважаються також позитронна емісійна томографія після інгаляції диетилен-триамінпентаацетату, міченого технецієм-99, та радіоізотопне сканування легень із галієм-67.

## Лікування
Основними групами препаратів у лікуванні ідіопатичного фіброзуючого альвеоліту є глюкокортикоїдні гормони та цитостатики.
Глюкортикоїдні гормони є натепер препаратами першого ряду в лікуванні ідіопатичного фіброзуючого альвеоліту. Найчастіше в лікуванні застосовується преднізолон, проте метилпреднізолон має ряд суттєвих переваг перед преднізолоном за рахунок нижчої мінералокортикоїдної активності. Глюкокортикоїди застосовуються переважно перорально тривало, у важких випадках захворювання застосовується внутрішньовенне введення глюкокортикоїдів у вигляді пульс-терапії. Глюкокортикоїди застосовують також у інгаляційній формі, переважно у комбінації з їх пероральним застосуванням. Лікування глюкокортикоїдами повинно поєднуватися із застосуванням препаратів калію та кальцію для запобігання гіпокаліємії, гіпокальціємії та остеопорозу.
Важливою складовою лікування ідіопатичного фіброзуючого альвеоліту є імуносупресивна терапія. Із імуносупресорних препаратів у лікуванні цього захворювання застосовуються циклофосфамід внутрішньовенно (у тому числі у вигляді пульс-терапії), азатіоприн та метотрексат внутрішньом'язово, а також циклоспорин. У фазі інтерстиційного фіброзу хворим рекомендуються також антифібротичні препарати — колхіцин, пеніциламін, а також унітіол. Новітнім лікарським препаратом із антифіброзною дією є пірфенідон, розроблений спеціально для лікування хворих на ідіопатичний фіброзуючий альвеоліт. Із муколітичних препаратів при ідіопатичному фіброзуючому альвеоліті найрекомендованішим є ацетилцистеїн, який має не лише муколітичні властивості, а є ще й антиоксидантом. Для покращення реологічних властивостей крові застосовуються дезагреганти — пентоксифілін, дипіридамол. Антибактеріальні та антимікотичні препарати широкого спектра дії застосовуються при приєднанні вторинної інфекції. При зниженні парціального об'єму кисню в крові нижче 55 мм ртутного стовпчика або сатурації кисню менше 88 % у стані спокою рекомендовано довготривалу оксигенотерапію. При неефективності медикаментозної терапії та швидкому прогресуванні захворювання хворим рекомендовано трансплантацію легень.